# آلکاتوس (پسر پلوپس)
آلکاتوس (یونانی باستان: Ἀλκάθοος) در اسطوره‌شناسی یونان، یک شاهزاده پیزاتی بود که پادشاه مگارا (شهر) شد. او پسر پادشاه پلوپس اهل پیزا و هیپودامیا (همسر پلوپس)، و برادر آترئوس و توئستس بود.